# Meezing Vrijdag
Meezing Vrijdag (ook wel: 100% NL Meezing Vrijdag) is een wekelijks radioprogramma dat wordt uitgezonden op 100% NL. Het programma wordt achtereenvolgens gepresenteerd door Koen Hansen en Stephan Jacobs.

## Concept
Meezing Vrijdag wordt op vrijdag tussen 16.00 en 21.00 uur uitgezonden. Het programma bevat 'meezingers', liedjes waarvan veel mensen de tekst kennen en die dus makkelijk meegezongen kunnen worden.
De presentatie ligt tussen 16.00 en 19.00 uur in handen van Koen Hansen. Tussen 19.00 en 21.00 uur ligt de presentatie in handen van Stephan Jacobs.

## De Meezing Top 50
Op vrijdag 12 januari 2018 werd in het programma De Meezing Top 50 uitgezonden. Luisteraars konden stemmen op hun favoriete meezingers. 'Leef' van André Hazes stond op de eerste plaats. Ook Jan Smit, Guus Meeuwis en Marco Borsato stonden hoog in de lijst.